# Нижний Жирим
Ни́жний Жири́м — село в Тарбагатайском районе Бурятии. Административный центр сельского поселения «Нижнежиримское».

## География
Расположено по реке Жиримке (правый приток Селенги) в 7 км от места её впадения в Селенгу, в 15 км к юго-западу от районного центра, села Тарбагатай, на региональной автодороге 03К-006 Улан-Удэ — Николаевский — Тарбагатай — Окино-Ключи.

## История
Датой основания Чиримской деревни считается 1765 год, когда согласно «Ведомости за 1795 год» сюда были переселены старообрядцы-семейские — „Поселение их наперво в разных селениях. Потом переведены на речку Чирим под названием Чиримской деревни“.

## Население
| 2002 | 2010 | 2012 | 2013 | 2014 | 2015 | 2016 |
| ---- | ---- | ---- | ---- | ---- | ---- | ---- |
| 497  | ↘461 | ↘456 | ↘454 | ↘444 | ↗449 | ↘442 |
| 2017 | 2018 | 2019 | 2020 | 2021 | 2023 | 2024 |
| ↘427 | ↘420 | ↘401 | ↘382 | ↗470 | ↘453 | ↘438 |

## Инфраструктура
Администрация сельского поселения, основная общеобразовательная школа, фельдшерско-акушерский пункт, сельский клуб, библиотека,  индивидуальные предприятия.